# Campeonato Brasiliense Segunda Divisão 2021
In 2021 werd het 25ste Campeonato Brasiliense Segunda Divisão gespeeld voor clubs uit het Federaal District, waartoe de hoofdstad Brasilia behoort. De competitie werd georganiseerd door de FFDF en werd gespeeld van 18 september tot 24 oktober. Paranoá werd kampioen.

## Eerste fase

### Groep A
| Plaats | Club            | Wed. | W | G | V | Saldo | Ptn. |
| ------ | --------------- | ---- | - | - | - | ----- | ---- |
| 1.     | Brasília        | 4    | 4 | 0 | 0 | 17:1  | 12   |
| 2.     | Ceilandense     | 4    | 2 | 1 | 1 | 7:8   | 7    |
| 3.     | SESP Taguatinga | 4    | 1 | 1 | 2 | 5:12  | 4    |
| 4.     | Cruzeiro        | 4    | 1 | 0 | 3 | 4:10  | 3    |
| 5.     | Legião          | 4    | 0 | 2 | 2 | 2:4   | 2    |

|  | Geplaatst voor de tweede fase |

### Groep B
| Plaats | Club       | Wed. | W | G | V | Saldo | Ptn. |
| ------ | ---------- | ---- | - | - | - | ----- | ---- |
| 1.     | Paranoá    | 4    | 2 | 2 | 0 | 12:1  | 8    |
| 2.     | Brazlândia | 4    | 2 | 2 | 0 | 12:2  | 8    |
| 3.     | Planaltina | 4    | 2 | 2 | 0 | 4:1   | 8    |
| 4.     | ARUC       | 4    | 1 | 0 | 3 | 10:5  | 3    |
| 5.     | Bolamense  | 4    | 0 | 0 | 4 | 0:29  | 0    |

## Tweede fase
|  | halve finale | halve finale | halve finale | halve finale |  |          | finale | finale | finale | finale |
|  |              |              |              |              |  |          |        |        |        |        |
|  |              |              |              |              |  |          |        |        |        |        |
|  | Brasília     | 3            | 1            | 4            |  |          |        |        |        |        |
|  | Brazlândia   | 1            | 0            | 1            |  |          |        |        |        |        |
|  |              |              |              |              |  | Brasília | 0      |        | 0 (3)  |        |
|  |              |              |              |              |  | Paranoá  | 0      |        | 0 (4)  |        |
|  | Paranoá      | 2            | 4            | 6            |  |          |        |        |        |        |
|  | Ceilandense  | 1            | 1            | 2            |  |          |        |        |        |        |

### Kampioen
| Campeonato Brasiliense de 2021 - Segunda Divisão |
| Federaal District                                |
| ------------------------------------------------ |
| PARANOÁ Kampioen (3° titel)                      |